# Ghislain Konan
Ghislain Niclomande Konan (Abidjan, 27 december 1995) is een Ivoriaans voetballer die doorgaans speelt als linksback. In juli 2025 verruilde hij Burgos voor Gil Vicente. Konan maakte in 2017 zijn debuut in het Ivoriaans voetbalelftal.

## Clubcarrière
Konan speelde in zijn vaderland voor ASEC Mimosas en in 2014 stapte hij over naar Vitória Guimarães. Bij die club maakte hij op 10 december 2016 zijn debuut in het eerste elftal, toen met 1–2 gewonnen werd op bezoek bij Boavista. David Texeira en Paolo Hurtado scoorden voor Vitória, de tegentreffer kwam van Philipe Sampaio. Konan mocht van coach Pedro Martins in de basis starten en hij speelde het gehele duel mee. In de zomer van 2018 maakte de vleugelverdediger voor circa vier miljoen euro de overstap naar Stade de Reims, waar hij zijn handtekening zette onder een verbintenis voor de duur van vier seizoenen. Na die vier seizoenen stapte hij transfervrij over naar Al-Nassr. In september 2023 huurde Al-Fayha hem. Vanaf de zomer van 2024 zat hij zonder club, waarna hij in januari 2025 voor Burgos tekende. Een half jaar later haalde Gil Vicente Konan terug naar Portugal.

## Clubstatistieken
| Seizoen | Club                | Competitie       | Competitie | Competitie | Beker | Beker | Internationaal | Internationaal | Totaal | Totaal |
| Seizoen | Club                | Competitie       | Wed.       | Dlp.       | Wed.  | Dlp.  | Wed.           | Dlp.           | Wed.   | Dlp.   |
| ------- | ------------------- | ---------------- | ---------- | ---------- | ----- | ----- | -------------- | -------------- | ------ | ------ |
| 2015/16 | Vitória Guimarães B | Liga Portugal 2  | 6          | 0          | —     | —     | —              | —              | 6      | 0      |
| 2016/17 | Vitória Guimarães B | Liga Portugal 2  | 14         | 0          | —     | —     | —              | —              | 14     | 0      |
| 2016/17 | Vitória Guimarães   | Primeira Liga    | 20         | 0          | 5     | 0     | —              | —              | 25     | 0      |
| 2017/18 | Vitória Guimarães   | Primeira Liga    | 25         | 0          | 2     | 0     | 5              | 0              | 32     | 0      |
| 2018/19 | Stade de Reims      | Ligue 1          | 20         | 0          | 1     | 0     | —              | —              | 21     | 0      |
| 2019/20 | Stade de Reims      | Ligue 1          | 16         | 0          | 1     | 0     | —              | —              | 17     | 0      |
| 2020/21 | Stade de Reims      | Ligue 1          | 31         | 2          | 0     | 0     | 2              | 0              | 33     | 2      |
| 2021/22 | Stade de Reims      | Ligue 1          | 28         | 1          | 0     | 0     | —              | —              | 28     | 1      |
| 2022/23 | Al-Nassr            | Pro League       | 27         | 0          | 4     | 0     | 6              | 0              | 37     | 0      |
| 2023/24 | Al-Nassr            | Pro League       | 5          | 0          | 0     | 0     | 1              | 0              | 6      | 0      |
| 2023/24 | → Al-Fayha          | Pro League       | 26         | 0          | 1     | 0     | 4              | 0              | 31     | 0      |
| 2024/25 | Burgos              | Segunda División | 2          | 0          | 0     | 0     | —              | —              | 2      | 0      |
| 2025/26 | Gil Vicente         | Primeira Liga    | 1          | 0          | 0     | 0     | —              | —              | 1      | 0      |
| Totaal  | Totaal              | Totaal           | 240        | 3          | 14    | 0     | 18             | 0              | 272    | 3      |

Bijgewerkt op 14 augustus 2025.

## Interlandcarrière
Konan maakte zijn debuut in het Ivoriaans voetbalelftal op 4 juni 2017, toen met 5–0 verloren werd van Nederland door doelpunten van Joël Veltman (tweemaal), Arjen Robben, Davy Klaassen en Vincent Janssen. Konan mocht van bondscoach Marc Wilmots in eenenzeventigste minuut invallen voor Wilfried Kanon. De andere debutanten dit duel waren Jean-Philippe Gbamin (Mainz 05) en Maxwel Cornet (Olympique Lyon).
In december 2021 werd Konan door bondscoach Patrice Beaumelle opgenomen in de selectie van Ivoorkust voor het AK 2021. Op het toernooi overleefde Ivoorkust de groepsfase na overwinningen op Equatoriaal-Guinee (0–1) en Algerije (3–1) en een gelijkspel tegen Sierra Leone (2–2). Daarna werd in de achtste finales verloren van Egypte. Na een 0–0 namen de Egyptenaren de strafschoppen beter: 4–5. Konan speelde in alle wedstrijden mee. Zijn toenmalige clubgenoten Moreto Cassamá (Guinee-Bissau), Moussa Doumbia en El Bilal Touré (beiden Mali) waren ook actief op het toernooi.
Ook voor het AK 2023 in eigen land maakte Konan onderdeel uit van de selectie, onder bondscoach Jean-Louis Gasset. In de groepsfase ging Ivoorkust door als een van de beste nummers drie na een zege op Guinee-Bissau (2–0) en nederlagen tegen Nigeria (0–1) en Equatoriaal-Guinee (4–0). Na de groepsfase werd Gasset vervangen door Emerse Faé en onder zijn leiding werden achtereenvolgens Senegal (1–1, 4–5 na strafschoppen), Mali (1–2 na verlenging) en Congo-Kinshasa (1–0) verslagen. In de finale nam Ivoorkust het opnieuw op tegen Nigeria. Dat land kwam door een doelpunt van William Troost-Ekong op voorsprong, maar Franck Kessié en Sébastien Haller zorgden voor een Ivoriaanse eindzege: 1–2. Konan speelde in alle wedstrijden mee. Zijn toenmalige clubgenoot Fashion Sakala (Zambia) was ook actief op het toernooi.
| Interlands van Ghislain Konan voor Ivoorkust | Interlands van Ghislain Konan voor Ivoorkust | Interlands van Ghislain Konan voor Ivoorkust | Interlands van Ghislain Konan voor Ivoorkust | Interlands van Ghislain Konan voor Ivoorkust | Interlands van Ghislain Konan voor Ivoorkust | Interlands van Ghislain Konan voor Ivoorkust |
| №                                            | Datum                                        | Wedstrijd                                    | Uitslag                                      | Competitie                                   | Goals                                        |                                              |
| Als speler bij Vitória Guimarães             | Als speler bij Vitória Guimarães             | Als speler bij Vitória Guimarães             | Als speler bij Vitória Guimarães             | Als speler bij Vitória Guimarães             | Als speler bij Vitória Guimarães             | Als speler bij Vitória Guimarães             |
| -------------------------------------------- | -------------------------------------------- | -------------------------------------------- | -------------------------------------------- | -------------------------------------------- | -------------------------------------------- | -------------------------------------------- |
| 1                                            | 4 juni 2017                                  | Nederland – Ivoorkust                        | 5 – 0                                        | Vriendschappelijk                            |                                              |                                              |
| 2                                            | 6 oktober 2017                               | Mali – Ivoorkust                             | 0 – 0                                        | WK 2018 kwalificatie                         |                                              |                                              |
| 3                                            | 11 november 2017                             | Ivoorkust – Marokko                          | 0 – 2                                        | WK 2018 kwalificatie                         |                                              |                                              |
| 4                                            | 24 maart 2018                                | Ivoorkust – Togo                             | 2 – 2                                        | Vriendschappelijk                            |                                              |                                              |
| Als speler bij Stade de Reims                |                                              |                                              |                                              |                                              |                                              |                                              |
| 5                                            | 9 september 2018                             | Rwanda – Ivoorkust                           | 1 – 2                                        | AK 2019 kwalificatie                         |                                              |                                              |
| 6                                            | 12 oktober 2018                              | Ivoorkust – Centraal-Afrikaanse Republiek    | 4 – 0                                        | AK 2019 kwalificatie                         |                                              |                                              |
| 7                                            | 16 oktober 2018                              | Centraal-Afrikaanse Republiek – Ivoorkust    | 0 – 0                                        | AK 2019 kwalificatie                         |                                              |                                              |
| 8                                            | 18 november 2018                             | Guinee – Ivoorkust                           | 1 – 1                                        | AK 2019 kwalificatie                         |                                              |                                              |
| 9                                            | 6 september 2019                             | Ivoorkust – Benin                            | 1 – 2                                        | Vriendschappelijk                            |                                              |                                              |
| 10                                           | 3 september 2019                             | Tunesië – Ivoorkust                          | 1 – 2                                        | Vriendschappelijk                            |                                              |                                              |
| 11                                           | 13 oktober 2019                              | Ivoorkust – Congo-Kinshasa                   | 3 – 1                                        | Vriendschappelijk                            |                                              |                                              |
| 12                                           | 3 september 2021                             | Mozambique – Ivoorkust                       | 0 – 0                                        | WK 2022 kwalificatie                         |                                              |                                              |
| 13                                           | 11 oktober 2021                              | Ivoorkust – Malawi                           | 2 – 1                                        | WK 2022 kwalificatie                         |                                              |                                              |
| 14                                           | 12 januari 2022                              | Equatoriaal-Guinea – Ivoorkust               | 0 – 1                                        | AK 2021                                      |                                              |                                              |
| 15                                           | 16 januari 2022                              | Ivoorkust – Sierra Leone                     | 2 – 2                                        | AK 2021                                      |                                              |                                              |
| 16                                           | 20 januari 2022                              | Ivoorkust – Algerije                         | 3 – 1                                        | AK 2021                                      |                                              |                                              |
| 17                                           | 26 januari 2022                              | Ivoorkust – Egypte                           | 0 – 0 (4 – 5 n.s.)                           | AK 2021                                      |                                              |                                              |
| 18                                           | 25 maart 2022                                | Frankrijk – Ivoorkust                        | 2 – 1                                        | Vriendschappelijk                            |                                              |                                              |
| 19                                           | 29 maart 2022                                | Engeland – Ivoorkust                         | 3 – 0                                        | Vriendschappelijk                            |                                              |                                              |
| 20                                           | 3 juni 2022                                  | Ivoorkust – Zambia                           | 3 – 1                                        | AK 2023 kwalificatie                         |                                              |                                              |
| 21                                           | 9 juni 2022                                  | Lesotho – Ivoorkust                          | 0 – 0                                        | AK 2023 kwalificatie                         |                                              |                                              |
| Als speler bij Al-Nassr                      |                                              |                                              |                                              |                                              |                                              |                                              |
| 22                                           | 24 september 2022                            | Ivoorkust – Togo                             | 2 – 1                                        | Vriendschappelijk                            |                                              |                                              |
| 23                                           | 27 september 2022                            | Ivoorkust – Guinee                           | 3 – 1                                        | Vriendschappelijk                            |                                              |                                              |
| 24                                           | 16 november 2022                             | Ivoorkust – Burkina Faso                     | 4 – 0                                        | Vriendschappelijk                            |                                              |                                              |
| 25                                           | 19 november 2022                             | Ivoorkust – Burkina Faso                     | 1 – 2                                        | Vriendschappelijk                            |                                              |                                              |
| 26                                           | 24 maart 2023                                | Ivoorkust – Comoren                          | 3 – 1                                        | AK 2023 kwalificatie                         |                                              |                                              |
| 27                                           | 28 maart 2023                                | Comoren – Ivoorkust                          | 0 – 2                                        | AK 2023 kwalificatie                         |                                              |                                              |
| 28                                           | 17 juni 2023                                 | Zambia – Ivoorkust                           | 3 – 0                                        | AK 2023 kwalificatie                         |                                              |                                              |
| Als speler bij Al-Fayha                      |                                              |                                              |                                              |                                              |                                              |                                              |
| 29                                           | 12 september 2023                            | Ivoorkust – Mali                             | 0 – 0                                        | Vriendschappelijk                            |                                              |                                              |
| 30                                           | 14 oktober 2023                              | Ivoorkust – Marokko                          | 1 – 1                                        | Vriendschappelijk                            |                                              |                                              |
| 31                                           | 17 oktober 2023                              | Ivoorkust – Zuid-Afrika                      | 1 – 1                                        | Vriendschappelijk                            |                                              |                                              |
| 32                                           | 6 januari 2024                               | Ivoorkust – Sierra Leone                     | 5 – 1                                        | Vriendschappelijk                            |                                              |                                              |
| 33                                           | 13 januari 2024                              | Ivoorkust – Guinee-Bissau                    | 2 – 0                                        | AK 2023                                      |                                              |                                              |
| 34                                           | 18 januari 2024                              | Ivoorkust – Nigeria                          | 0 – 1                                        | AK 2023                                      |                                              |                                              |
| 35                                           | 22 januari 2024                              | Equatoriaal-Guinea – Ivoorkust               | 0 – 4                                        | AK 2023                                      |                                              |                                              |
| 36                                           | 29 januari 2024                              | Senegal – Ivoorkust                          | 1 – 1 (4 – 5 n.s.)                           | AK 2023                                      |                                              |                                              |
| 37                                           | 3 februari 2024                              | Ivoorkust – Mali                             | 2 – 1 n.v.                                   | AK 2023                                      |                                              |                                              |
| 38                                           | 7 februari 2024                              | Ivoorkust – Congo-Kinshasa                   | 1 – 0                                        | AK 2023                                      |                                              |                                              |
| 39                                           | 11 februari 2024                             | Ivoorkust – Nigeria                          | 2 – 1                                        | AK 2023                                      |                                              |                                              |
| 40                                           | 26 maart 2024                                | Ivoorkust – Uruguay                          | 2 – 1                                        | Vriendschappelijk                            |                                              |                                              |
| 41                                           | 7 juni 2024                                  | Ivoorkust – Gabon                            | 1 – 0                                        | WK 2026 kwalificatie                         |                                              |                                              |
| 42                                           | 11 juni 2024                                 | Kenia – Ivoorkust                            | 0 – 0                                        | WK 2026 kwalificatie                         |                                              |                                              |

Bijgewerkt op 14 augustus 2025.

## Erelijst
| Afrikaans kampioenschap | 1 | 2023 |